# Michaëlle Jeanová
Michaëlle Jeanová, nepřechýleně Michaëlle Jean (* 6. září 1957 Port-au-Prince) je kanadská politička a novinářka, která byla od 27. září 2005 do 30. září 2010 generální guvernérkou Kanady. Byla jmenována do funkce královnou Alžbětou II. a to na doporučení tehdejšího premiéra Kanady Paula Martina. Předtím pracovala jako novinářka pro Radio-Canada a CBC. Je první Kanaďankou tmavé pleti, třetí ženou a druhým imigrantem, který se stal generálním guvernérem.

## Život
Narodila se na Haiti, nicméně kvůli režimu diktátora Françoise Duvaliera, byla její rodina nucena Haiti opustit a to v roce 1968. Její otec byl tamním režimem vězněn dlouhé roky a neviděl svoji rodinu více než 30 let. Jean a rodina se mezitím usídlili v Québecu.
Vystudovala University of Montreal, kde získala bakalářský titul v italštině a hispánských jazycích. V letech 1984 až 1986, vyučovala italštinu, zatímco dostudovávala magisterský titul v literární komparatistice. Jean mluví španělsky, italsky, francouzsky a anglicky.
Její manžel, Jean-Daniel Lafond, je dokumentarista a mají jednu dceru, Marie-Éden, kterou adoptovali z Haiti. Ani jeden z nich se nenarodil v Kanadě, ale všichni se narodili v zemích, které jsou členem La Francophonie.